# Don’t Call Me Angel
Don’t Call Me Angel lub Don’t Call Me Angel (Charlie’s Angels) – utwór autorstwa amerykańskich piosenkarek i autorek tekstów Ariany Grande, Miley Cyrus i Lany Del Rey wydany 13 września 2019 roku nakładem wytwórni Republic Records jako główny singel promujący ścieżkę dźwiękową trzeciej adaptacji serii filmów Aniołki Charliego (2019).

## Geneza
W czerwcu 2019 wszystkie artystki potwierdziły poprzez swoje profile na portalach społecznościowych o współpracy nad wcześniej wspomnianym utworem przewodnim do ów ekranizacji. Jego twórcami tekstu są fińska piosenkarka, Alma, Grande, Cyrus, Del Rey, Savan Kotecha oraz producenci Max Martin i Ilya Salmanzadeh.

## Przyjęcie komercyjne
Do września 2019 utwór dotarł do pierwszej piątki krajowych list w Wielkiej Brytanii, Irlandii, a także Australii. Znalazł się również na szczycie notowania w Szkocji, a także uplasował się w pierwszej dwudziestce prestiżowej listy Billboard Hot 100.

## Teledysk
Wideoklip do singla, nakręcony w lipcu br. w willi Kauffman Estate zlokalizowanej w Malibu w Kalifornii został dodany na oficjalne kanały Grande w serwisach Vevo i YouTube tego samego dnia. W chwili obecnej, wideo zostało obejrzane ponad 65 mln razy.

## Personel
Opracowane na podstawie materiału źródłowego.
- Ariana Grande – wokal, autor tekstu
- Miley Cyrus – wokal, autor tekstu
- Lana Del Rey – wokal, autor tekstu
- Ilya Salmanzadeh – produkcja, autor tekstu, gitara basowa, perkusja, pianino
- Alma – autor tekstu
- Savan Kotecha – autor tekstu
- Cory Bice – inżynier dźwięku
- Jeremy Lertola – inżynier dźwięku
- Sam Holland – inżynier dźwięku
- John Hanes – inżynier miksowania
- Serban Ghenea – miksowanie

## Certyfikaty i sprzedaż
| Kraj                         | Certyfikat      | Sprzedaż |
| ---------------------------- | --------------- | -------- |
| Australia (ARIA)             | platynowa płyta | 70 000+  |
| Brazylia (Pro-Música Brasil) | platynowa płyta | 40 000+  |
| Kanada (MC)                  | złota płyta     | 40 000+  |
| Norwegia (IFPI Norge)        | złota płyta     | 30 000+  |
| Polska (ZPAV)                | platynowa płyta | 20 000+  |
| Portugalia (AFP)             | złota płyta     | 5 000+   |
| Wielka Brytania (BPI)        | srebrna płyta   | 200 000+ |

## Historia wydania
| Region            | Data             | Format                                                 | Wytwórnia        | Przypisy |
| ----------------- | ---------------- | ------------------------------------------------------ | ---------------- | -------- |
| Cały świat        | 13 września 2019 | digital download, media strumieniowe                   | Republic Records | [ 27 ]   |
| Włochy            | 13 września 2019 | contemporary hit radio                                 | Republic Records | [ 28 ]   |
| Stany Zjednoczone | 16 września 2019 | hot adult contemporary                                 | Republic Records | [ 29 ]   |
| Stany Zjednoczone | 17 września 2019 | contemporary hit radio                                 | Republic Records | [ 30 ]   |
| Stany Zjednoczone | styczeń 2020     | płyta winylowa, singel CD, kaseta, pocztówka dźwiękowa | Republic Records | [ 31 ]   |